# Acrèfia

Mapa de ciutats de l'antiga Beòcia. Acrèfia és a l'est del llac Copais

Acrèfia o, actualment, Akréfnio (en grec, Ἀκραιφία o Ἀκραιφίη, Ἀκραιφίαι, Ἀκραίφιον; en grec modern Ακραίφνιο) és el nom d'una antiga ciutat grega de Beòcia.
És al sud de la moderna població que ha recuperat el nom d'Akréfnio, i es deia abans Karditsa. Era a la muntanya Ptòon, que té tres cims, prop de la llacuna Copaida.
Esteve de Bizanci esmenta Acrefeu com el seu fundador epònim.
Una tradició assenyalava que era la mateixa ciutat que l'anomenada Arne per Homer, però hi ha altres hipòtesis sobre la ubicació d'Arne.
Heròdot situa a la rodalia un important temple d'Apol·lo Ptoos.
Pausànias localitza allí un temple de Dionís i, a una distància de quinze estadis, situa el temple d'Apol·lo esmentat per Heròdot. A més assenyala que fou el lloc on fugiren els tebans quan Alexandre el Gran els destruí la ciutat al 335 aC.
Al 395 a.e.c. estava unida amb Queronea i Copes formant un districte que proporcionava magistrats a la Lliga Beòcia. Entre les tres ciutats presentaven un beotarca.

## Ptòon
El Ptòon (grec: Πτῷον, en grec antic: Πτῶον, Πτώϊον) s'alçava al vessant del Ptòon (actual Pelaghia), damunt de la font de Perdiki Vrysi, no lluny de l'antiga ciutat d'Acrèfia. Aquest centre religiós estava dedicat al culte d'Apol·lo amb l'advocació de l'heroi Ptòon, a qui s'honorava en altre santuari de la zona, al turó de Castraki. Pierre Guillon suggerí que el culte a l'heroi autòcton degué precedir al d'Apol·lo a Perdiko Vrysi. La substitució pel d'Apol·lo es deuria a una intervenció tebana, entre els s. VII i VI aC. Per açò, els habitants d'Acrèfia traslladaren el culte a Castraki. Jean Ducat en discrepa, i assenyala que malgrat la proximitat de dos santuaris anàlegs, el culte a Apol·lo Ptoos és originari a Perdiko Vrysi.

Les excavacions dutes a terme per l'Escola Francesa d'Atenes descobriren un conjunt arquitectònic disposat en tres «terrasses» que s'esglaonen al pendent de la paret rocosa. La inferior, recolzada en un mur monumental, conté una cisterna dividida en set cambres. En la intermèdia hi ha dos pòrtics i els fonaments del que Maurice Holleaux, el primer director de les excavacions, deia el «gran quadrilàter». I a dalt, a la terrassa superior, on es trobava la cova profètica amb la font sagrada, era el temple d'Apol·lo, en una esplanada on es descobriren les bases de molts trípodes votius. El conjunt ofereix característiques que difícilment podrien datar-se abans dels darrers anys del s. IV a.e.c., i que es poden deure a una restauració efectuada després de la devastació causada per Alexandre el Gran en aquesta zona després de morir son pare Filip II. Hi queden restes del santuari arcaic del s. VI ae:[10] una font més antiga a la terrassa superior, una inscripció provinent de la terrassa intermèdia, que al·ludeix a un bosc sagrat. La troballa més notable foren una sèrie de kuros (kouroi): onze se n'han trobat pràcticament íntegres entre més d'un centenar de fragments.

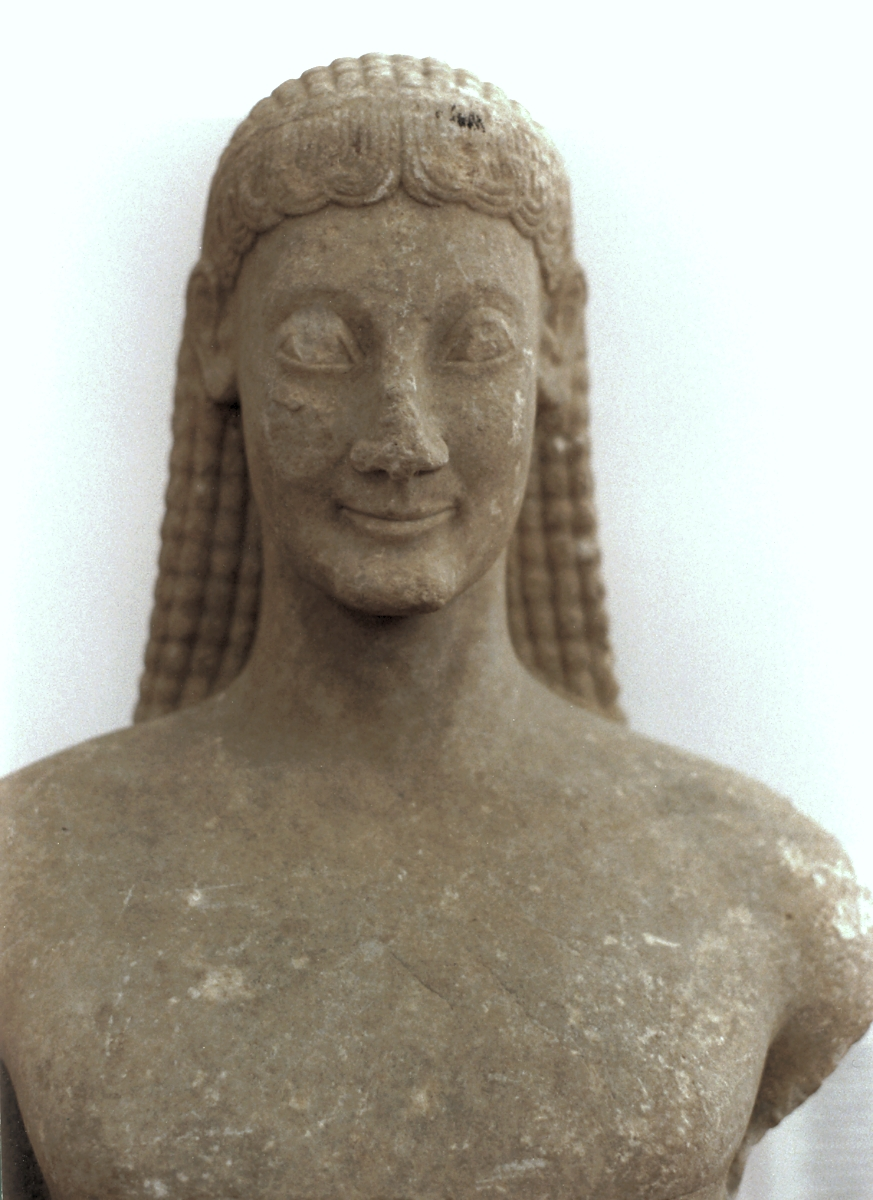
Kuros trobat al Ptòon i conservat al Museu Arqueològic de Tebes
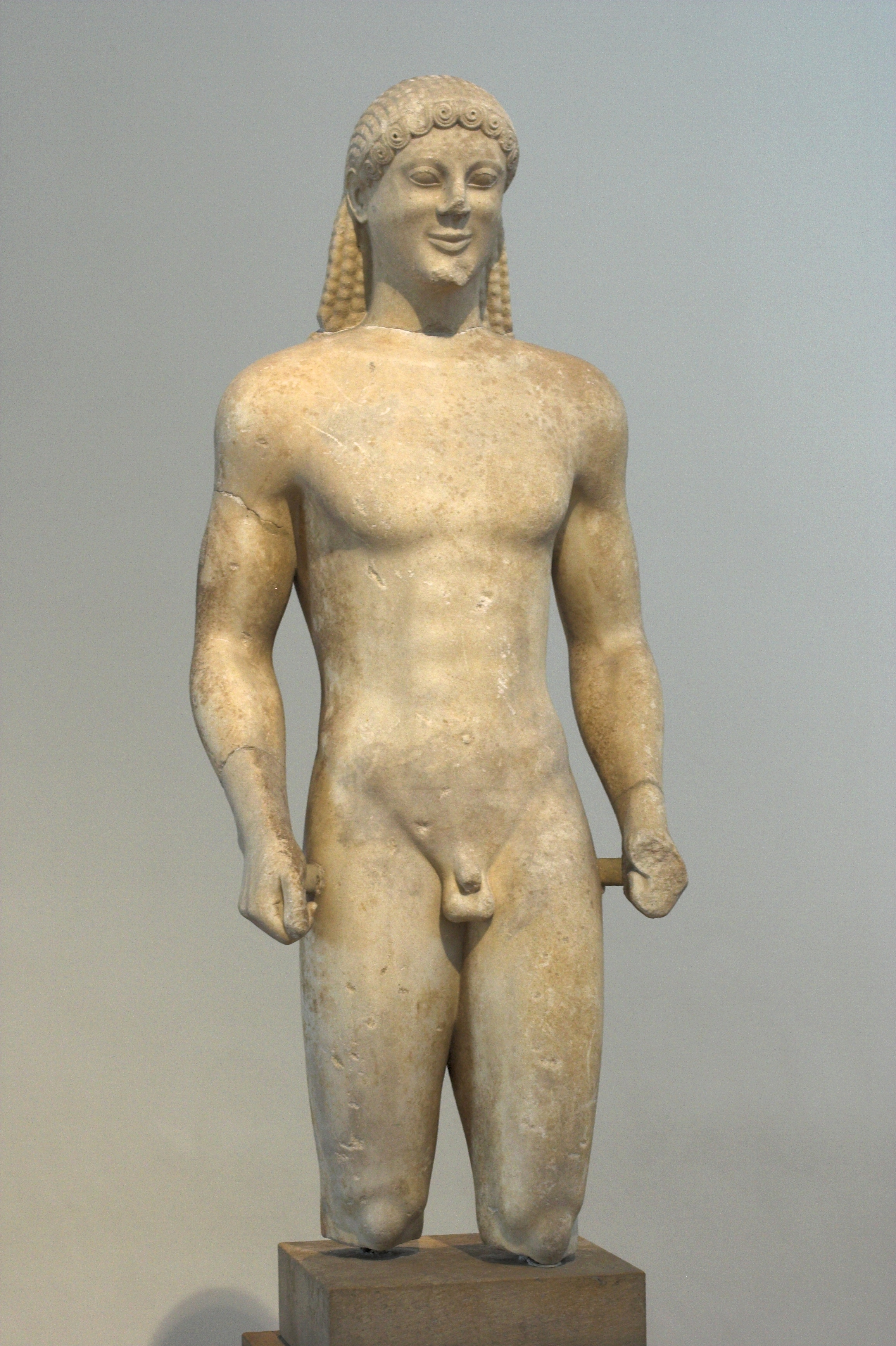
Un altre kuros del Ptòon, exposat al Museu Arqueològic Nacional d'Atenes

Els kouroi, esculpits als tallers d'Acrèfia, cobreixen el període del s. VI i el primer quart del s. V ae. Segons Ducat, si al principi es caracteritzen per un estil típicament beoci, a mitjan s. VI reben influències —àtiques, peloponèsiques, ciclàdiques, etc.— assumint un caràcter eclèctic en què destaca l'empremta ciclàdica. Algunes d'aquestes escultures, malgrat estar tallades en pedra local, revelen en l'estil l'autoria d'escultors forans.
El complex de Castraki, descobert per Gustave Mendel i Léon Bizard en una campanya del 1903, explorat de nou el 1934-35, i encara per Llinas i Ducat de 1963 a 1965, consta d'un temple arcaic de finals del s. IV a.e.c. Estava dedicat al principi a una deïtat femenina nodridora, substituïda després per Atena. A la terrassa inferior hi ha altars i bases de trípodes. Les figuretes votives de terracota confirmen que era en aquesta àrea on es retia culte a l'heroi Ptòon.